# Liberian Girl
Liberian Girl är en låt av Michael Jackson som återfinns på hans album Bad från 1987. Den släpptes på singel i juli 1989. I den tillhörande musikvideon framträder många av Michael Jacksons kändisvänner, själv medverkar han endast i slutet. Låten finns i många olika remixversioner. 

## Följande personer medverkar i musikvideon
- Paula Abdul
- Rosanna Arquette
- Dan Aykroyd
- Mayim Bialik
- Bubbles
- Jackie Collins
- David Copperfield
- Emily Dreyfuss
- Richard Dreyfuss
- Corey Feldman
- Lou Ferrigno
- Debbie Gibson
- Danny Glover
- Steve Guttenberg
- Jasmine Guy
- Whoopi Goldberg
- Sherman Hemsley
- Olivia Hussey
- Amy Irving
- Malcolm-Jamal Warner
- Beverly Johnson
- Quincy Jones
- Don King
- Virginia Madsen
- Cheech Marin
- Olivia Newton-John
- Brigitte Nielsen
- Lou Diamond Phillips
- Ricky Schroder
- Steven Spielberg
- Suzanne Somers
- John Travolta
- Blair Underwood
- Carl Weathers
- Billy Dee Williams
- "Weird Al" Yankovic